# Brattiken
Brattiken este o arie protejată (arie specială de conservare — SAC, sit de importanță comunitară — SCI) din Suedia întinsă pe o suprafață de 780,3 ha, integral pe uscat.

## Localizare
Centrul sitului Brattiken este situat la coordonatele 65°25′22″N 15°55′16″E / 65.4227°N 15.9212°E.

## Înființare
Situl Brattiken a fost declarat sit de importanță comunitară în ianuarie 1998 pentru a proteja un număr necunoscut de specii din flora spontană și fauna sălbatică aflate în arealul zonei. Situl a fost protejat și ca arie specială de conservare în decembrie 2009.

## Biodiversitate
Situată în ecoregiunea alpină, aria protejată conține 15 habitate naturale: Grohotișuri silicioase de la nivelul montan până la nivelul zăpezii (Androsacetalia alpinae și Galeopsietalia ladani), Pajiști boreale și alpine pe substrat silicios, Păduri nordice subalpine/subarctice cu Betula pubescens ssp. czerepanovii, Liziere de ierburi înalte hidrofile de câmpie și de nivel montan până la alpin, Pajiști alpine și boreale, Mlaștini împădurite, Mlaștini turboase de tranziție și turbării mișcătoare, Păduri fino-scandinave bogate în ierburi cu Picea abies, Pante stâncoase silicioase cu vegetație casmofită, Pajiști aluvionare boreale nordice, Râuri de munte și vegetația erbacee de pe malurile acestora, Turbării Aapa, Cursuri de apă de la nivel de câmpie la nivel montan, cu vegetație Ranunculion fluitantis și Callitricho-Batrachion, Tufărișuri subarctice cu Salix spp., Taiga vestică.
La baza desemnării sitului se află un număr nedeclarat de specii protejate.